# 斯旺維爾 (明尼蘇達州)
斯旺維爾（英語：Swanville）是一個位於美國明尼蘇達州莫里森縣及托德縣的城市。

## 歷史
斯旺維爾於1882年成立，翌年設立營運至今的郵局，1893年升格為城市。此地得名自附近的斯旺河（Swan River）。

## 人口
根據2020年美國人口普查的數據，斯旺維爾的面積為1.36平方千米，皆為陸地。當地共有人口326人，而人口密度為每平方千米240人。